# قرار مجلس الأمن التابع للأمم المتحدة رقم 1920
قرار مجلس الأمن التابع للأمم المتحدة رقم 1920، المتخذ بالإجماع في 30 أبريل 2010، بعد إعادة التأكيد على جميع القرارات السابقة بشأن الصحراء الغربية بما في ذلك 1754 (2007)، 1783 (2007)، 1813 (2008) و1871 (2009)، ناقش المجلس آفاق تسوية النزاع وتمديد ولاية بعثة الأمم المتحدة للاستفتاء في الصحراء الغربية (مينورسو) حتى 30 أبريل 2011.
جدد مجلس الأمن تأكيد التزامه بمساعدة المغرب وجبهة البوليساريو من أجل حل دائم ومقبول للطرفين ينص على تقرير المصير لشعب الصحراء الغربية. وفي هذا الصدد، كان التعاون الكامل مطلوبًا من الأطراف المعنية والدول المجاورة في المنطقة مع الأمم المتحدة. وقد أشير إلى المقترحات التي قدمها الطرفان إلى أمين عام الأمم المتحدة بان كي مون ودعاهما إلى إظهار إرادتهما السياسية لحل النزاع. وفي الوقت نفسه، تم الاعتراف أيضًا بعدة جولات من المفاوضات، وشدد على ضرورة التزام الجانبين بالتزاماتهما بإحراز تقدم بشأن «البعد الإنساني» للصراع.
توقع القرار زيارات عائلية برًا وجوًا، بالتعاون الكامل مع المفوضية السامية للأمم المتحدة لشؤون اللاجئين. تم الاعتراف بأن الوضع الراهن غير مقبول، كما تم الترحيب بالتزام كلا الجانبين بمواصلة المفاوضات لصالح الشعب في الإقليم.
ثم تم حث كلا الطرفين على الالتزام بالاتفاقات العسكرية التي تم التوصل إليها مع بعثة الأمم المتحدة للاستفتاء في الصحراء الغربية بشأن وقف إطلاق النار. دُعيت الأطراف إلى مواصلة إبداء الإرادة السياسية ومواصلة المفاوضات غير المشروطة تحت رعاية الأمين العام. كما طُلبت المساعدة من بلدان أخرى في هذا الصدد، بما في ذلك تمويل تدابير بناء الثقة مثل الزيارات العائلية.
أخيرًا، طُلب من الأمين العام اطلاع المجلس بانتظام على التقدم المحرز خلال المفاوضات، وتقديم تقرير قبل نهاية فترة تفويض بعثة الأمم المتحدة للاستفتاء في الصحراء الغربية، المحددة في 30 أبريل 2011. كما طُلب منه التأكد من امتثال الطرفين لبعثة الأمم المتحدة للاستفتاء في الصحراء الغربية فيما يتعلق بسياسة الأمم المتحدة للاستغلال والاعتداء الجنسيين، ومن أجل ضمان قيام البلدان المساهمة بقوات بضمان المساءلة الكاملة.
تجنب القرار ذكر حقوق الإنسان، بسبب الخلاف حول استخدامها في قرارات بعض أعضاء المجلس. أيدت النمسا والمكسيك ونيجيريا وأوغندا والمملكة المتحدة والولايات المتحدة إدراجها بينما لم تفعل الصين ذلك. أعرب أعضاء آخرون في المجلس، مثل المكسيك ونيجيريا، عن قلقهم من أن عددًا قليلًا فقط من أعضاء المجلس شاركوا في المشاورات المتعلقة بالقرار وغياب أي ذكر للقرار 690 (1991) الذي شكل الولاية الأصلية لبعثة الأمم المتحدة للاستفتاء في الصحراء الغربية. رحب كل من المغرب وجبهة البوليساريو باعتماد القرار 1920 كأساس لمزيد من المفاوضات، لكنهما عارضتا قضية حقوق الإنسان في الإقليم.

## روابط خارجية
- نص القرار في undocs.org